# Yama-uba

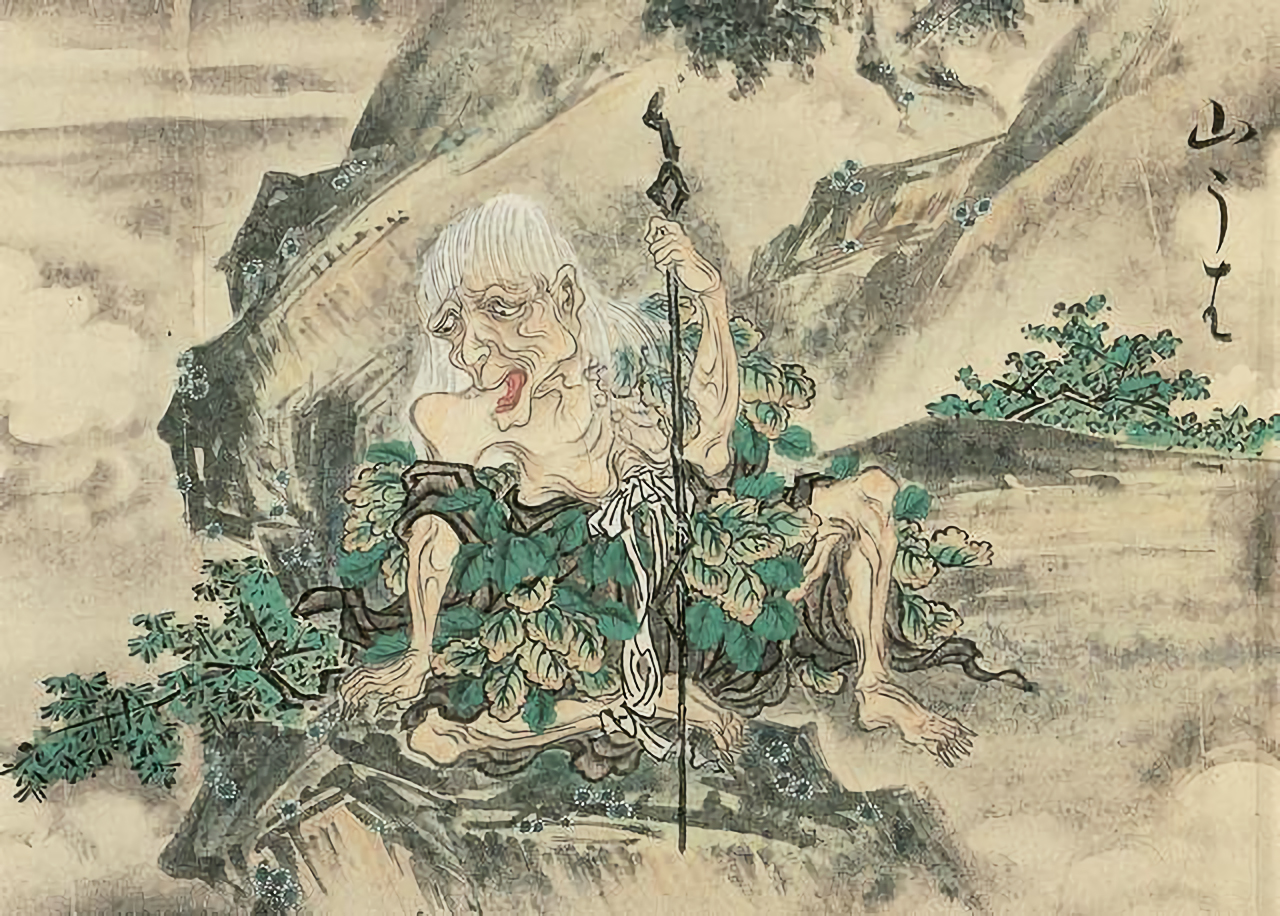
Bức "Yamauba" (山うは) từ tập tranh cuộn Hyakkai Zukan

Yamauba (山姥 hoặc 山姥 (Sơn Mụ)), hay được gọi là Onibaba (鬼婆, "Quỷ Bà") là những cách gọi khác nhau của một loài yêu quái trong văn hóa dân gian Nhật Bản.